# 那月めい
那月 めい（なつき めい、1995年11月20日 - ）は、日本のAV女優。プロダクションクラップ所属。

## 略歴・人物
埼玉県出身。2015年7月にAVデビュー。
趣味はアニメ鑑賞、特技はピアノ。

## 出演作品

### アダルトDVD
2015年
- 那月めいDEBUT!（7月10日、アリスJAPAN）
- 素人娘に凄テク男優お貸しします。（8月25日、kawaii*）※「めい」名義
- 本デリ生ハメ素人娘 Vol.3 ゴム無しOK店とは知らずに面接に来たSランク美少女の風俗初体験（9月25日、kawaii*）※「めい」名義
- ヤリサー新歓コンパ 〜彼氏がいる真面目な新入生を酔わせてみんなで中出ししちゃいました〜（10月25日、kawaii*）※「めい」名義　共演:れな
- 働く美少女ダマし撮りナンパ 某IT企業の受付嬢をナンパしてSEX動画をネタにAV出演を承諾させたので訴えられる前に発売しときます。（11月25日、kawaii*）※「めい」名義

2016年
- 寝取らせ 11（1月20日、プレステージ）※「めい」名義
- イっクよぉ〜!観てるぅ〜!? ONA21スタジオLIVEオナニー 「みんなとイキたい」 〜オー・エヌ・エー・トゥエンティワン その時きっとひとつになれた〜（1月22日、SEX Agent）他出演:波多野結衣、紺野ひかる、渚うるみ、涼川絢音、香山美桜、青山未来、瀬奈まお、絢森いちか、夏希みなみ、星野千紗、白石悠、本多由奈、さちのうた、杏堂怜、如月めい、望月ゆな、若菜かなえ、青柳ひなた、荻野舞、朝比奈麻里
- 淫尻を突き出した姿勢で貪りつくセルフイラマチオ 〜プリケツと柳腰は特にこだわるところ〜（2月19日、SEX Agent）他出演:川村まや、星空もあ、橋本怜奈、唯川千尋、双葉ゆきな、南希海、丸山れおな
- オナり愛液手コキ 3 〜溢れすぎたからシゴく時に塗ってあげるね〜（2月19日、SEX Agent）他出演:サリー、橋本怜奈、唯川千尋、双葉ゆきな、南希海、月島杏奈、丸山れおな
- 過激すぎるド素人娘 4時間スペシャル 32（3月11日、S級素人）他出演:サリー、柿谷ひかる、若槻みづな
- 探してた超ピンク乳首（3月11日、バルタン）
- 「中に出して…夫と子供には内緒」 自宅で愚痴聞き屋に中出しセックスをせがむ美人人妻たち 11 バスト100cm素人若妻の自宅を訪問!不倫中出し連発4時間30分スペシャル（4月8日、S級素人）他出演:中森いちな、生駒はるな、若槻みづな
- どエロ超ミニスカ女 街角援●交際 4（4月8日、S級素人）他出演:若槻みづな、生駒はるな、南希海、小西みか
- 素人なし崩しナンパ! とりあえずヤレるところまでやって勢いでチ●ポがズボリッ!! 入学したての女子大生の皆さん仕送り代わりの謝礼金払いますSP（5月13日、S級素人）他出演:霧島さくら、中森いちな、二宮和香、生駒はるな、柳あきら、星あんず
- 完全女体観察4時間スペシャル 2（5月27日、S級素人）他出演:若槻みづな、霧島さくら、河音くるみ、サリー、星井笑、あおいれな、翼りおん、逢沢るる、三原ほのか、遥とわ、吉川あいみ、美咲かんな、広瀬うみ、芦川芽依、有賀ゆあ、柿谷ひかる、小西架純、椎名そら、波木はるか ほか
- 生ハメ性交娘（6月24日、S級素人）他出演:サリー、柿谷ひかる、椎名そら、後藤早希
- あの…下の方もマッサージしてくれませんか? 旦那の居ぬ間に出張エステティシャンの指先で感じまくり自宅不倫する奥様（7月21日、AKNR）他出演:阿部乃みく、サリー